# پاچکو ۲۵۰۰۱
سیارک ۲۵۰۰۱ (به انگلیسی: 25001 Pacheco، نامگذاری:1998OW6) بیست و پنج هزار و یکمین سیارک کشف شده‌است که در ۳۱ ژوئیه ۱۹۹۸ کشف شد.
قدر مطلق سیارک برابر ۱۵.۵ است.